# Circus in het dorp
Circus in het dorp is het vijfde stripverhaal van Samson en Gert. De reeks werd getekend door striptekenaarsduo Wim Swerts & Jean-Pol. Danny Verbiest, Gert Verhulst en Hans Bourlon schreven de scenario's. De strips werden uitgegeven door Studio 100. Het stripalbum verscheen in 1995.

## Personages
In dit verhaal spelen de volgende personages mee:
- Samson
- Gert
- Alberto Vermicelli
- Burgemeester Modest
- Octaaf De Bolle
- Marie
- Fred Kroket

## Verhalen
Het album bevat de volgende drie verhalen:
1. De oliesjeiks
Gert bakt appeltaart voor een goed doel. Intussen is Octaaf op zoek naar een mol in zijn tuin. Tijdens het graven vindt Octaaf een oliebron en denkt dat hij plots schatrijk is. Octaaf koopt alle taarten van Gert, kleren als een echte oliesjeik, en een klassewagen met alles erop en eraan. Alberto wordt knecht en krijgt daar in ruil voor lekkere appeltaart. Heel het dorp staat op zijn kop op zoek naar olie. Octaaf gaat intussen naar een oliemaatschappij. De pers is van de partij en Octaaf staat in het middelpunt van de belangstelling. Maar dan blijkt het om een oude verroeste olietank te gaan. Het dorp is boos op Alberto en Octaaf. Alle inwoners kopen taarten met slagroom bij Gert, en gooien die in de gezichten van Alberto en Octaaf. Gert is blij omdat hij nu veel geld heeft voor het goede doel.
2. Heidi uit Tirol
De postbode brengt een brief met de boodschap dat Heidi, het nichtje van Gert, voor enkele dagen komt logeren in het huis van Samson en Gert. Gert stelt zijn nichtje voor aan Alberto en de burgemeester. Beide worden meteen verliefd op Heidi en willen zelfs trouwen met haar. Iedere poging om dit duidelijk te maken mislukt. Maar wanneer Alberto en de burgemeester alle moed bij elkaar geraapt hebben om het te vertellen komen ze Heinz tegen. Heinz en Heidi maken nu bekend dat ze speciaal gekomen zijn om Samson en Gert te kunnen uitnodigen voor hun trouwfeest. Het verhaal eindigt met liefdesverdriet voor Alberto en de burgemeester.
3. Circus in het dorp
Er is circus in het dorp van Samson en Gert. Marie gaat soep maken voor de circusartiesten. Maar de burgemeester laat onvrijwillig een stuk zeep in de soep vallen. Hij laat dit aan niemand weten en sust zijn eigen geweten dat op die manier de groentjes nog eens extra gewassen zijn. Even later staan alle circusartiesten voor de grote ketel van Marie aan te schuiven voor een kom soep. Er ontstaat een groot probleem want al de circusmensen hebben soep gegeten en zijn ziek geworden. De burgemeester vraagt aan Samson, Gert, Alberto en Octaaf of dat zij de plaats willen innemen en optreden als echte circusartiesten. Zo vindt een van de merkwaardigste avonden uit de geschiedenis van het circus plaats in het dorp van Samson en Gert.